# 木下ちがや
木下 ちがや（きのした ちがや、1971年 - ）は、日本の政治社会学者。明治学院大学国際平和研究所研究員。「こたつぬこ」として知られている。

## 人物・経歴
徳島県生まれ。中央大学法学部夜間部入学。東京都職員労働組合書記、学生自治会委員長、東京都学生自治会連合副委員長を務める。卒業後、2011年一橋大学大学院社会学研究科博士課程満期退学。大学院の指導教官は渡辺治、加藤哲郎。2013年に論文「アメリカにおける治安法制と国家の正統性：自由主義体制における正統性の確立と動揺」で審査員中野聡、貴堂嘉之、吉田裕により一橋大学博士（社会学）。
専門は政治学で、東京慈恵会医科大学非常勤講師、工学院大学非常勤講師、明治学院大学国際平和研究所研究員、明治学院大学社会学部非常勤講師、千葉大学非常勤講師、東京女子大学非常勤講師などを務め、ポピュリズムの研究などを行う。また、2000年代から反原発運動をはじめとした社会運動に参加し、デモ活動の法務なども務める。政治学者の大井赤亥は「国会前をはじめとする二〇一一年以降の日本の社会運動のハブ的存在」と評している。
アントニオ・グラムシなど近代の革命思想と社会経済学に造詣が深いとされ、エルネスト・ラクラウなど「ポスト・マルクス主義」の理論を日米の社会分析・把握に援用している。
単著に『ポピュリズムと「民意」の政治学――3・11以後の民主主義』、共訳書にデヴィッド・ハーヴェイ著『新自由主義――その歴史的展開と現在』などがあり、『現代思想』『ウェブ論座』などの雑誌にも多数寄稿している。

## 日本共産党との関係
2025年、自身のXで、日本共産党から除籍されていることを告白した。除籍の経過と理由は以下のとおりである。
「 あなたは、この間、長期にわたって、ネット空間などにおいて、例えば、党の組織原則である民主集中制にたいしては『高度経済成長期には合理的な組織原則だったが日本的経営が今の時代に合わないように、民主集中制も時代遅れ、だから企業から共産党まで組織矛盾が噴出している』とか、『日本共産党の問題は、志位さんも党首としての責任があるが、７０～９０歳の幹部たちががっちりと権力を握ってしまっていることにある。革命政党みたいなノスタルジアに走っているのだからなんですよ』など、党の組織原則である民主集中制を公然と非難、否定することや、常任活動家にたいして誹謗、中傷ともとれる言葉を投げかけるなどしてきました。これは道理ある批判とは全く異質なものです。 あなたのこうした行為は、党規約第５条２項『党の統一と団結に努力し、党に敵対する行為をおこなわない』、同５条５項『党の諸決定を自覚的に実行する。決定に同意できない場合は、自分の意見を保留することができる。その場合も、その決定を実行する。党の決定に反する意見を、勝手に発表することはしない』、同５条８項『党の内部問題は、党内で解決する』に反しており、あなたが党規約を守って活動する意思がないことを自ら示しています。 あなたのこうした一連の行為や言動は、党規約第１１条に定める『第４条に定める党員の資格を明白に失った党員』と判断して、『除籍』を決定しました。 なお、あなたは、２０１１年９月以降は党費未納で、すでに党員としての実態を失っていることも指摘しておきます。 ２０２４年９月９日　　 　豊島区北大塚１－３３－２６　日本共産党東京都委員会」

## 著作

### 著書
- 『世界人権叢書54：アメリカ発　グローバル化時代の人権－アメリカ自由人権協会の挑戦』（自由人権協会編、共著）明石書店　2005年
- 『対テロ戦争と現代世界』（木戸衛一編、共著）2006年
- 『民主主義・平和・地球政治』（丹野清人,加藤哲郎編、共著）日本経済評論社 2010年
- 『移動と革命―ディアスポラたちの世界史』（三宅芳夫編、共著）論叢社　2012年
- 『原発を止める人びと 3・11から官邸前まで』（小熊英二編、共著）文藝春秋 2013年
- "Japan and the High Treason Incident"（Masako Gavin,Ben Middleton編、共著）ラウトレッジ 2013年
- 『国家と治安 : アメリカ治安法制と自由の歴史』青土社 2015年
- 『ポピュリズムと「民意」の政治学 : 3・11以後の民主主義』大月書店 2017年
- 『「社会を変えよう」といわれたら』大月書店　2019年
- "Amorphous Dissent: Post-Fukushima Social Movements in Japan" (丹野清人、田中ひかる、堀江孝司編、共著) Trans Pacific Press , 2021
- 『”みんな”の政治学：変わらない政治を変えるには？』法律文化社　2022年
- 『日本共産党１００年ー理論と体験からの分析』（有田芳生、森田成也、梶原渉、共著）かもがわ出版、2022年

### 訳書
- ウィリアム・Ｆ・フィッシャー、トーマス・ポニア編『もうひとつの世界は可能だ－世界社会フォーラムとグローバル化への民衆のオルタナティブ』（加藤哲郎他、共訳）日本経済評論社、2003年
- ジャイ・セン、アニタ・アナンド、アルトゥーロ・エスコバル他編『世界社会フォーラム－帝国への挑戦』（武藤一羊。共訳）作品社、２００５年
- デヴィッド・ハーヴェイ『新自由主義 : その歴史的展開と現在』（渡辺治監訳,森田成也,大屋定晴,中村好孝と共訳）作品社 2007年
- ジョック・ヤング『後期近代の眩暈 : 排除から過剰包摂へ』（中村好孝,丸山真央と共訳）青土社 2008年
- ノーム・チョムスキー『チョムスキーの「アナキズム論」』明石書店 2009年
- ミッドナイト・ノーツ・コレクティブとその友人たち『金融恐慌からコモンズへ』（高祖岩三郎,酒井隆史と共訳）以文社 2009年
- デヴィッド・グレーバー『デモクラシー・プロジェクト』（江上賢一郎,原民樹と共訳）航思社 2015年
- ベアタ・ボホロヴィッチ『連帯の政治社会学―３・１１後の反原発運動と市民社会』（小熊英二との共訳、解説）、明石書店　2024年